# Wirsol
Wirsol Solar AG (Eigenschreibweise WIRSOL) war ein Projektierer und Energiedienstleister. Tätigkeitsschwerpunkte waren die Erbringung von Erneuerbare-Energien-Projekten vorwiegend auf dem deutschen Markt. Der Fokus der Wirsol Solar AG lag im Bereich Wind- und Photovoltaik-Großprojekten, Photovoltaik-Kleindachanlagen für Privatkunden, Photovoltaik-Großdachanlagen für vorwiegend gewerbliche Kunden sowie auf der nachhaltigen Betriebsführung von erneuerbaren Energieanlagen der vorstehenden Erzeugungsarten.
Die ehemalige Wirsol-Gruppe war eine internationale Projektgesellschaft für Planung, Bau und Finanzierung von Anlagen auf Basis erneuerbarer Energien, insbesondere Solarkraftwerken. Der Firmenhauptsitz war in Deutschland. Weitere Unternehmensstandorte befanden sich in Spanien, Italien, Belgien, Großbritannien, der Schweiz, Kanada, den Vereinigten Staaten, Brasilien, Japan, China, Malaysia und auf den Malediven. Weltweit war das Unternehmen für die Installation von mehr als 7.000 Solaranlagen bei einer Gesamtleistung von mehr als 450 MWp verantwortlich. Für die Unternehmensgruppe Wirsol wurde ein Insolvenzverfahren eingeleitet. Durch Beschluss des Amtsgerichts Karlsruhe vom 1. Januar 2014 wurde über das Vermögen der Gesellschaft das Insolvenzverfahren eröffnet (Aktenzeichen Amtsgericht Karlsruhe G1 IN 924/13 (2)). Die Gesellschaft ist durch Eröffnung des Insolvenzverfahrens über ihr Vermögen aufgelöst (Aktenzeichen: Amtsgericht Karlsruhe G1 IN 924/13 (2)).

## Tätigkeitsfelder
Die Wirsol Solar AG deckte von der Beratung, Planung, Handel, Installation, Wartung bis hin zur technischen und kaufmännischen Betriebsführung, Service, und Finanzierung alle technischen und kaufmännischen Aspekte der Solarenergie ab. Dies schloss sowohl Solaranlagen für private Haushalte als auch Sonnenkraftwerke für Unternehmen / institutionelle Investoren ein.
In vergleichsweise geringem Umfang widmete sich Wirsol Solar AG neben der Solarenergie auch anderen Formen von erneuerbaren Energien sowie Hybridsystemen und Dieselsubstitution.

## Firmengeschichte
Gegründet wurde das Unternehmen am 1. Februar 2003 von Markus Wirth, Hans Wirth und Stefan Riel als „Die Hausrenovierer GmbH“ in Waghäusel (Landkreis Karlsruhe), wo sich auch der Hauptsitz des Unternehmens befand. Nachdem sich die Firma zunehmend auf den Bereich Photovoltaik spezialisierte, wurde sie im Januar 2004 in „Wirth Solar GmbH“ umbenannt. Aufgrund drohender Streitigkeiten mit der Würth Solar GmbH trafen die Verantwortlichen 2007 die Entscheidung für eine Umbenennung in „Wirsol Deutschland GmbH“. Diese wurde zum Tochterunternehmen der neu gegründeten Holding „Wirsol Solar AG“. 2010 wurde der Vorstand des Unternehmens von den Firmengründern erweitert. Bernd Kästner wurde Finanzvorstand. Nikolaus Krane, zuvor bei Conergy im Vorstand, verantwortete bei Wirsol die Bereiche internationale Finanzprodukte, Großprojekte und Kommunikation.
Um die Geschäftsbeziehungen mit Asien voranzutreiben, hat das Unternehmen mit der Wirsol Solar Technology Beijing Ltd. einen Firmenstandort in China geschaffen. Im Juni 2012 eröffnete Wirsol in Kuala Lumpur, Malaysia einen Standort für Südostasien.
Auf Initiative der Wirsol-Gruppe wurde ein Insolvenzverfahren eingeleitet. Dem Antrag wurde vom Amtsgericht Karlsruhe stattgegeben und ein Insolvenzverwalter bestellt.
Aufgrund von finanziellen Schwierigkeiten beabsichtigte die Wirsol-Gruppe die Liquidation ihres im November 2012 gegründeten Geschäftsfelds „Windenergie“. Acht Mitarbeiter der Gesellschaft wurden mit Wirkung zum 4. November 2013 freigestellt.
Im Dezember 2013 stellte die Wirsol E-Mobility GmbH einen Insolvenzantrag wegen drohender Zahlungsunfähigkeit. Das Amtsgericht Karlsruhe hat dem Antrag stattgegeben und einen vorläufigen Insolvenzverwalter bestellt. Betroffen sind drei Mitarbeiter.
Für die Unternehmensgruppe Wirsol und die Wirsol Solar AG wurde ein Insolvenzverfahren eingeleitet. Durch Beschluss des Amtsgerichts Karlsruhe vom 1. Januar 2014 wurde über das Vermögen der Gesellschaft das Insolvenzverfahren eröffnet (Aktenzeichen Amtsgericht Karlsruhe G1 IN 924/13 (2)). Die Gesellschaft ist durch Eröffnung des Insolvenzverfahrens über ihr Vermögen aufgelöst (Aktenzeichen: Amtsgericht Karlsruhe G1 IN 924/13 (2)).
Im März 2014 wurden Teile des Deutschlandgeschäfts der WIRSOL Solar AG von der WIRCON GmbH übernommen. Die WIRCON GmbH wurde 2013 mit einer von der WIRSOL Solar unabhängigen Gesellschafterstruktur gegründet. Einer der Eigentümer ist Dietmar Hopp.
100-prozentige Tochtergesellschaften der WIRCON GmbH führten die Marke Wirsol in den Ländern Australien und UK temporär weiter und übernahmen 80 von 300 Mitarbeiter. Die WIRSOL Energy Australia wurde 2017 von der WIRCON GmbH gegründet und im Februar 2023 an das malaysische Unternehmen Gentari verkauft. Mit ihrer 2014 gegründeten Tochtergesellschaft WIRSOL Energy Limited (UK) hat die WIRCON GmbH erfolgreich zahlreiche Solarparks entwickelt und gebaut.

## Projekte (Auswahl)

### Deutschland

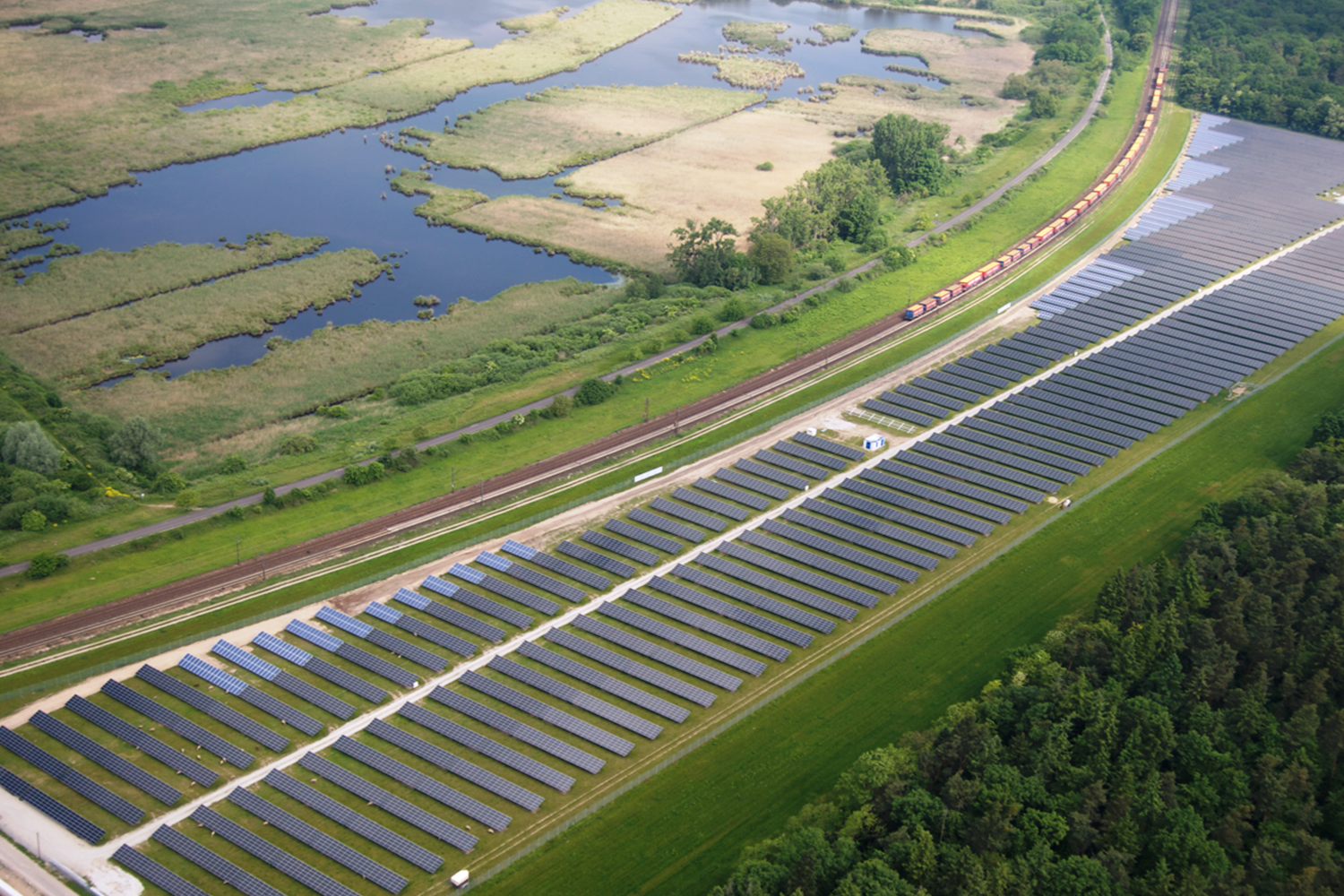
Wirsol Solartestpark Bruhrain

Im Jahr 2007 eröffnete das Unternehmen in unmittelbarer Nähe zum Firmengelände den Solartestpark Bruhrain, der zu diesem Zeitpunkt mit einer Gesamtfläche von zwölf Hektar der größte Solarpark Baden-Württembergs war. Mit fast 31.000 verbauten Modulen erreicht die Anlage eine Leistung von bis zu 2,258 MWp.
Im April 2010 hat das Unternehmen auf dem Hockenheimring eine Photovoltaikanlage mit einer Nennleistung von 848,88 kWp installiert. Entlang der Rennstrecke wurden auf 405 Meter Länge insgesamt 4.716 Solarmodule verbaut.
Eines der größten Projekte im Geschäftsjahr 2011 schloss Wirsol im brandenburgischen Mixdorf ab. Auf dem 81 Hektar großen Gelände eines ehemaligen russischen Tanklagers baute das Unternehmen eine Anlage mit 24,1 MWp Spitzenleistung.
Ebenfalls auf einer Konversionsfläche in Brandenburg brachte Wirsol 2012 den mit knapp 21 MWp leistungsstarken Solarpark Luckau ans Netz. Das Solarkraftwerk entstand auf dem ehemaligen Militärflugplatz Alteno.
Ende Juli 2013 stellte das Unternehmen den Bau der bislang größten kristallinen Aufdach-Solaranlage Europas fertig. Die Photovoltaik-Anlage auf dem elf Hektar großen Verteilungszentrum der Firma Pfenning Logistics im nordbadischen Heddesheim hat eine Spitzenleistung von 8,1 MWp.

### International
Mit der Renewable Energy Maldives (REM) gründete Wirsol 2012 das Joint Venture „Wirsol RE Maldives“, das auf den Malediven Solarkraftwerke installierte. Weitere internationale Projekte gab es in Spanien (Bovera, Barcelona, Cáceres), England (Cornwall), Italien (Mola di Bari), Belgien (Wilrijk) und dem US-Staat Colorado (Fort Collins).
2013 vermeldete das Unternehmen den Baubeginn eines 22 MWp großen Solarparks auf der japanischen Insel Honschu und den Startschuss für den Solarpark Monte Plata auf der Dominikanischen Republik. Der Park wurde inzwischen an Soventix verkauft. Mit dem Bau des Parks in Japan sollte 2014 begonnen werden.[veraltet]

## Sponsoring
Die Wirsol Solar AG war seit der Bundesliga-Saison 2011/2012 offizieller Sponsor der TSG 1899 Hoffenheim und Namensgeber der Rhein-Neckar-Arena (WIRSOL Rhein-Neckar-Arena) in Sinsheim, wo die TSG ihre Heimspiele austrägt. Seit Januar 2019 trägt die Arena den Namen Prezero-Arena.